# Gaston-Paul Effa
Pour les articles homonymes, voir Effa.
Gaston-Paul Effa, né à Yaoundé le 17 août 1965, est un écrivain français d'origine camerounaise, également professeur de philosophie.  

## Biographie
Né à Yaoundé (Cameroun), il vient en France suivre ses études secondaires au Collège épiscopal Saint-Étienne de Strasbourg, puis étudie la théologie et la philosophie à l'université. Il est professeur de philosophie au lycée Mangin, à Sarrebourg (Moselle).
Avec Mâ (1998), son deuxième roman, il obtient le prix Erckmann-Chatrian et le Grand prix littéraire d'Afrique noire en 1998.
En 2019, La verticale du cri est présélectionné aux Grands Prix des Associations Littéraires, il termine finaliste du GPAL 2019 dans la catégorie Belles-Lettres.

## Œuvres

### Romans
- Tout ce bleu, Éditions Grasset, 1996.
- Mâ, B. Grasset, 1998
- Le cri que tu pousses ne réveillera personne, Gallimard, 2000
- Cheval-roi, Éditions du Rocher, 2001
- La Salle des professeurs, Éd. du Rocher, 2004
- Voici le dernier jour du monde, Éd. du Rocher, 2005
- À la vitesse d'un baiser sur la peau, A. Carrière, 2006
- Je la voulais lointaine[4], Actes Sud, 2012
- Rendez-vous avec l'heure qui blesse, Gallimard, 2015
- Le Miraculé de Saint-Pierre, Gallimard, 2017
- La Verticale du cri, Gallimard, 2019.
- L’enfant que tu as été marche à côté de toi, Gallimard, 2021.

### Essais, poèmes, récits, textes divers
- Icône, sanctuaire de la présence, 2000
- Le Juif et l'Africain : double offrande (en collaboration avec Gabriel Attias), Éd. du Rocher, 2003
- Le Livre de l'alliance (en collaboration avec André Chouraqui), Sofédis, 2003
- Yaoundé instantanés, Éd. du Laquet, 2003
- Cette langue est bien ce feu, Éd. du Laquet, 2004
- Nous, enfants de la tradition, A. Carrière, 2008
- Le Dieu perdu dans l'herbe, Presses du Châtelet, 2015
- Sous l'apaisante clarté, poèmes (en collaboration avec Jean-Philippe Goetz, photographies de Nelly Playa), Tertium éditions 2015
- Les Parfums élémentaires (en collaboration avec Isabelle Laurent), Gallimard, 2019
- Petit traité de sagesse animiste (préface de Pierre Bergounioux),  Presses du Châtelet, 2024.

## Prix et distinctions
- Lauréat du prix Erckmann-Chatrian (le « Goncourt lorrain »), 1998, pour Mâ
- Lauréat du Grand prix littéraire d'Afrique noire, 1998[5], pour Mâ
- Prix de Littérature de l'Académie rhénane, 2012 à Strasbourg, pour Je la voulais lointaine, Actes Sud
- Prix Georges Sadler de l'Académie de Stanislas, 2016, pour Rendez-vous avec l'heure qui blesse, Gallimard
- Prix littéraire de l'Institut Maçonnique de France, catégorie « symbolisme », 2016, pour Le Dieu perdu dans l'herbe, Presses du Châtelet
- Finaliste du GPAL 2019, pour La verticale du cri[6].